# Puente ferroviario Maule
Puente Maule es un puente ferroviario fuera de servicio ubicado en el km 264 de la línea férrea que formaba parte del antiguo trazado del Ferrocarril al Sur de Chile. Construido durante los gobiernos de los presidentes Domingo Santa María y José Manuel Balmaceda, fue proyectado por el ingeniero civil Domingo V. Santa María y construido por la maestranza Lever, Murphy & Co. de Caleta Abarca, Viña del Mar. Entregado en 1885 después de un año de construcción, a la misma estructura luego en 1888 se le añadiría el Puente Carretero Maule, un segundo puente similar al anterior para tránsito de carretas.

## Historia

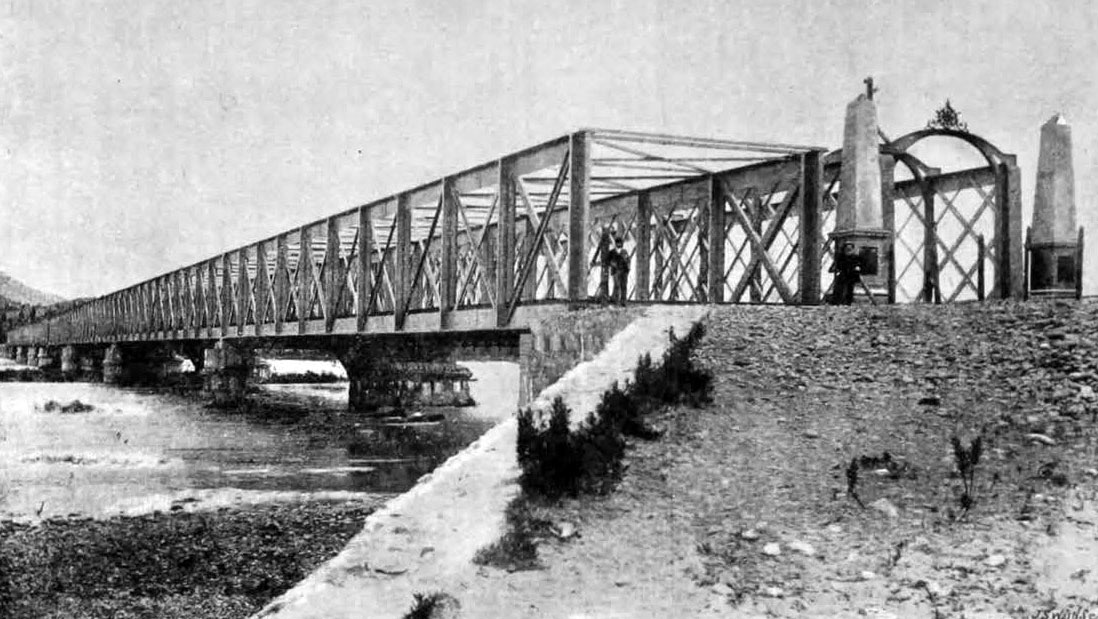
Puentes carretero y ferroviario Maule en 1889.

Siendo Ministro de Interior don José Manuel Balmaceda, el gobierno hizo eco de distintas entidades que pedían el reemplazo de los puentes ferroviarios provisorios construidos en madera, principalmente los instalados sobre los ríos Lircay, Maule y Ñuble. Ya que, estos debían reconstruirse cada año luego de la crecidas veraniegas de dichos ríos, lo que perjudicaba el servicio de trenes hacia el sur suspendiendo sus operaciones incluso hasta durante 30 días.
El Maule fue construido por una comisión especial creada por el gobierno, quienes querían levantar un puente mixto, ferroviario y carretero, que compartiera fundaciones para mayor economía. El proyecto corrió a cargo de Domingo Víctor Santa María, ingeniero civil con estudios en Bélgica, junto con los ingenieros residentes Francisco Prado y Nicolás Tanco. Fue supervisado por Benjamín Vivanco, ingeniero de ferrocarriles para la sección de Curicó y el Maule. Es un error común relacionar a Gustavo Eiffel con la construcción de este puente, en la cual no tuvo injerencia, debido a que el francés si participó en otro puente sobre el río Maule cerca de Constitución.
Los estudios preliminares fueron comisionados el 25 de abril de 1882, por nota número 145 del Ministerio del Interior, dirigida al señor superintendente de las líneas férreas del Estado de Santiago al sur, señor José Miguel Gretadel. Sin embargo, los estudios de caudal y mecánica de suelos en el río Maule se realizaron recién en noviembre y diciembre de 1882, ya que, la misma comisión también encargaba estudios para el puente ferroviario Lircay más al norte y de mayor prioridad. Santa María, en esa oportunidad, señaló que no era conveniente una estructura de puente mixto, debido a que los animales de tracción se asustaban al paso del tren y no representaría un ahorro el compartir cimientos.
Se comenzó la faena en enero de 1883 con la desviación del río en su ribera norte. Toda la obra de mampostería, estribos, cimientos y machones, fue construida por Santa María utilizando personal contratado por el gobierno con maquinaria arrendada a Lever Murphy y Cía. Esta se pensó para sostener tanto al puente ferroviario como al carretero. El 3 de febrero de ese mismo año se inicia la excavación del primer machón. Además el 30 de mayo, la misma Lever Murphy, gana la propuesta para construir la superestructura metálica del puente ferroviario de 1.320 toneladas de hierro forjado, la que sería puesta en obra y sujeta a pruebas de resistencia.
El puente se entregó oficialmente el 15 de marzo de 1885 no sin percances y retrasos en la mampostería por intensas lluvias en los inviernos de 1883 y 1884. Santa María presentó su memoria de la obra el 6 de junio, la cual quedó publicada en el Diario Oficial con esmerado detalle el 17 de junio de 1885. Fue probado antes de su apertura con un tren de 49 m de longitud y un peso 300 toneladas, tanto en reposo como a máxima velocidad (50 km/h). El puente mostró que el movimiento lateral fue de 6 mm en todos los tramos. Además la deflexión en los tramos de 60 m fue de 11 mm, y en los tramos de 50 m fue de 7,9 mm.
Fue inaugurado el mismo día que los puentes ferroviarios sobre el río Lircay, el sábado 11 de abril de 1885, por una extensa comitiva liderada por el entonces Ministro de Interior, José Manuel Balmaceda. De la ceremonia participaron representantes de gobierno, casi todos los ministros de estado, los ingenieros proyectistas y los socios de la empresa constructora, junto a centenares de personas que se reunieron en las riberas del río. El puente fue adornado para la ocasión con gigantes banderas chilenas que cerraban el paso hacia él y la comitiva almorzó en el mismo lugar luego de la ceremonia. Balmaceda, al momento de su discurso, destacó el trabajo de los chilenos en este tipo de obras e instó a los constructores a ensanchar sus talleres para numerosos futuros proyectos.
Originalmente en cada entrada del puente existían dos obeliscos, ya desaparecidos, con placas que recordaban la fecha de inauguración, ingenieros y constructores.

## Descripción y Servicio
El puente ferroviario Maule fue considerado el primer puente de viga de celosía metálica remachada fabricado por chilenos. Ubicado entre las estaciones de Maule y San Javier, medía originalmente 440 m de largo en tramos de 50 y 60 m de luz, pero solo permanecen en pie unos 340. Su superestructura tuvo 4 vigas de rejilla tipo Warren con una longitud de 220 m cada una. Cada par de vigas sostenía originalmente un tablero de perfiles metálico, el cual soportaba la línea férrea y sus durmientes. El entramado metálico reposaba originalmente sobre estribos y machones de mampostería en piedra, los que fueron cambiados por estructuras de hormigón armado. Las fundaciones se proyectaron para soportar también la superestructura el Puente Carretero Maule, que fue añadido en 1888. El puente ferroviario además tuvo en su parte superior vigas contraviento en arco para evitar torsiones, instaladas justo en cada par de montantes. 
Aparte de reparaciones periódicas, el puente no tuvo mayores modificaciones hasta 1909. Debido a un descarrilamiento de un tren de carga el 7 de septiembre de 1909, resultó parcialmente destruido el segundo tramo norte del puente ferroviario en unos 40 m. Si bien el tráfico fue restablecido prontamente en forma provisoria, el tramo afectado debió reconstruirse completamente. Las obras fueron encargadas a la Sociedad de Maestranzas y Galvanización y supervisadas por el administrador de la tercera sección de ferrocarriles, Francisco Sayagó, junto a los ingenieros Carlos Sibilla y Francisco Mardones. El puente fue entregado nuevamente a servicio el 25 de noviembre de 1909.
Con la compra de locomotoras más pesadas que el tren de diseño de 1882, alrededor de 1920 el puente ferroviario fue considerado obsoleto. Como medida transitoria en 1923 fue transformado en colgante añadiendo refuerzos parabólicos tensados en los estribos. Esta solución se pensó a 10 años plazo, pero en la práctica se mantuvo hasta ca. 1956 mientras se construía un nuevo puente ferroviario.

## Cambio de uso y baja

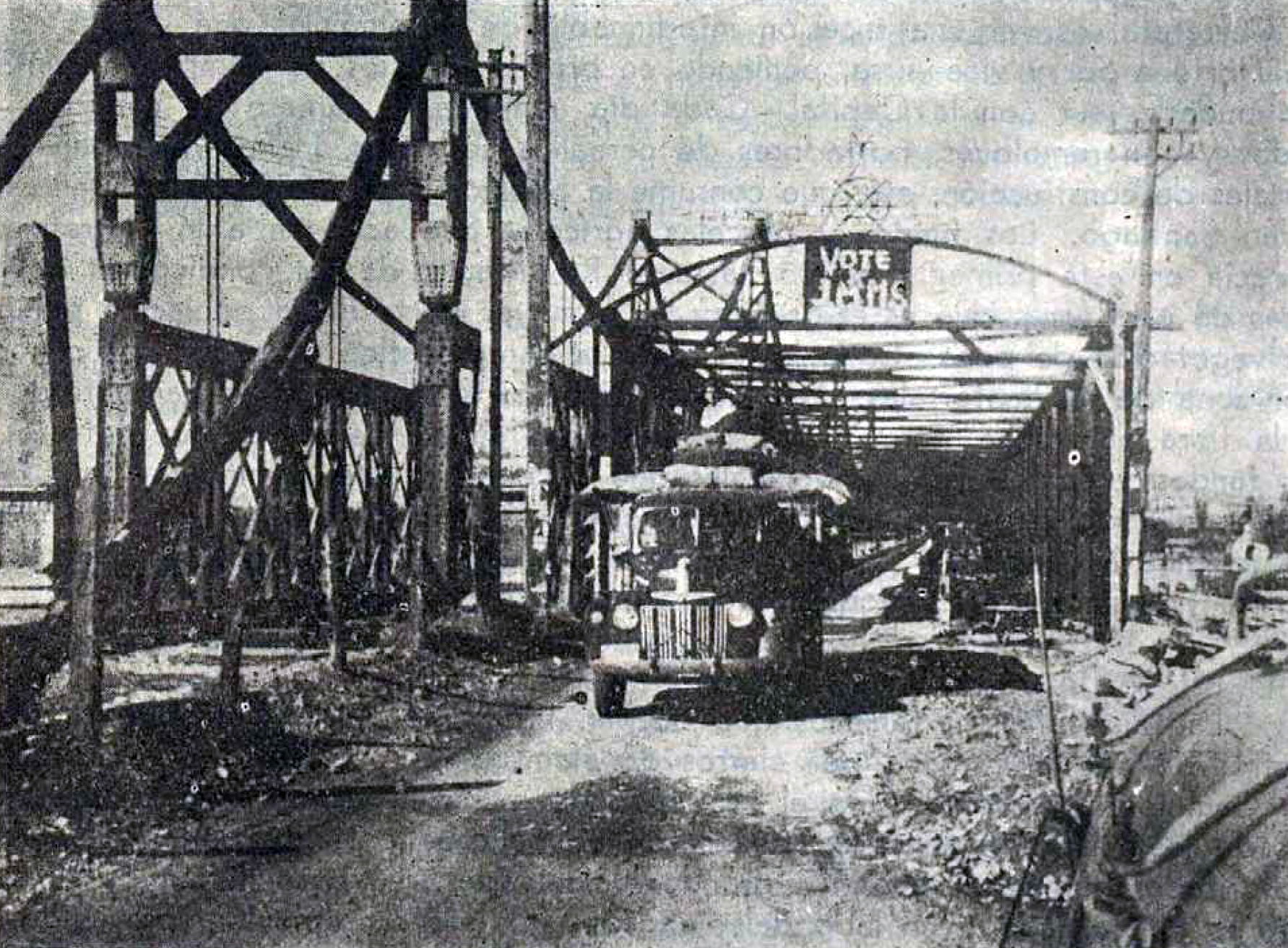
Puentes sobre el río Maule ca. 1953

En 1956 se entregó el nuevo y actual puente ferroviario sobre el Maule, que venía en obras desde 1943. Considerando que la antigua estructura del puente del ferrocarril estaba en buen estado, se transformó el tablero con losas de concreto armado, pasando a formar parte de la vía sur a norte de la Ruta 5 Panamericana Sur. Los refuerzos del puente fueron retirados, desde que ya no eran necesarios para el tránsito de vehículos motorizados. Como muestra la imagen a la derecha, el puente carretero ya en 1953 contaba con un tablero de concreto armado y se esperaba la entrega del nuevo puente del ferrocarril para dejarlo exclusivamente como la vía norte a sur de la ruta 5. 
En 1993 se puso en servicio un nuevo puente carretero en la autopista, más ancho y fabricado en hormigón armado. Los puentes históricos fueron definitivamente dados de baja. El puente carretero fue clausurado con una barrera e informalmente quedó para uso peatonal. El antiguo puente ferroviario, o la vía sur a norte de la Panamericana entre 1956 y 1993, quedó como un desvío para fiscalización de camiones para el SII y el SAG. Así se mantuvieron hasta el año 2005, cuando el socavo de un machón motivó su clausura como medida de seguridad.

## Monumento Histórico Nacional
A petición del Municipio de San Javier de Loncomilla, por constituir un sobresaliente conjunto símbolo del progreso y talento de los ingenieros chilenos, los puentes proyectados por D. V. Santa María y construidos por Lever Murphy fueron declarados Monumento Histórico Nacional el 10 de septiembre de 1993, en virtud del decreto supremo n.º 635 del Ministerio de Educación de Chile, el cual también declara como monumento al actual puente ferroviario adyacente.
Sin embargo, la redacción de dicho decreto contiene ambigüedades en la identificación histórica de las estructuras. Se dice que se declara monumento a tres puentes sobre el río Maule: uno ferroviario y dos carreteros, tal cual era su uso y situación en dicho momento. Pero se omite decir que realmente eran dos puentes ferroviarios, uno de los cuales después se destinó a tránsito carretero. Además, se omite cualquier mención a los ingenieros proyectistas y empresa constructora, detalles que habrían añadido valor a la declaratoria, desde que la misma alude a su talento como símbolo del progreso en las comunicaciones terrestres chilenas.

## Colapso parcial

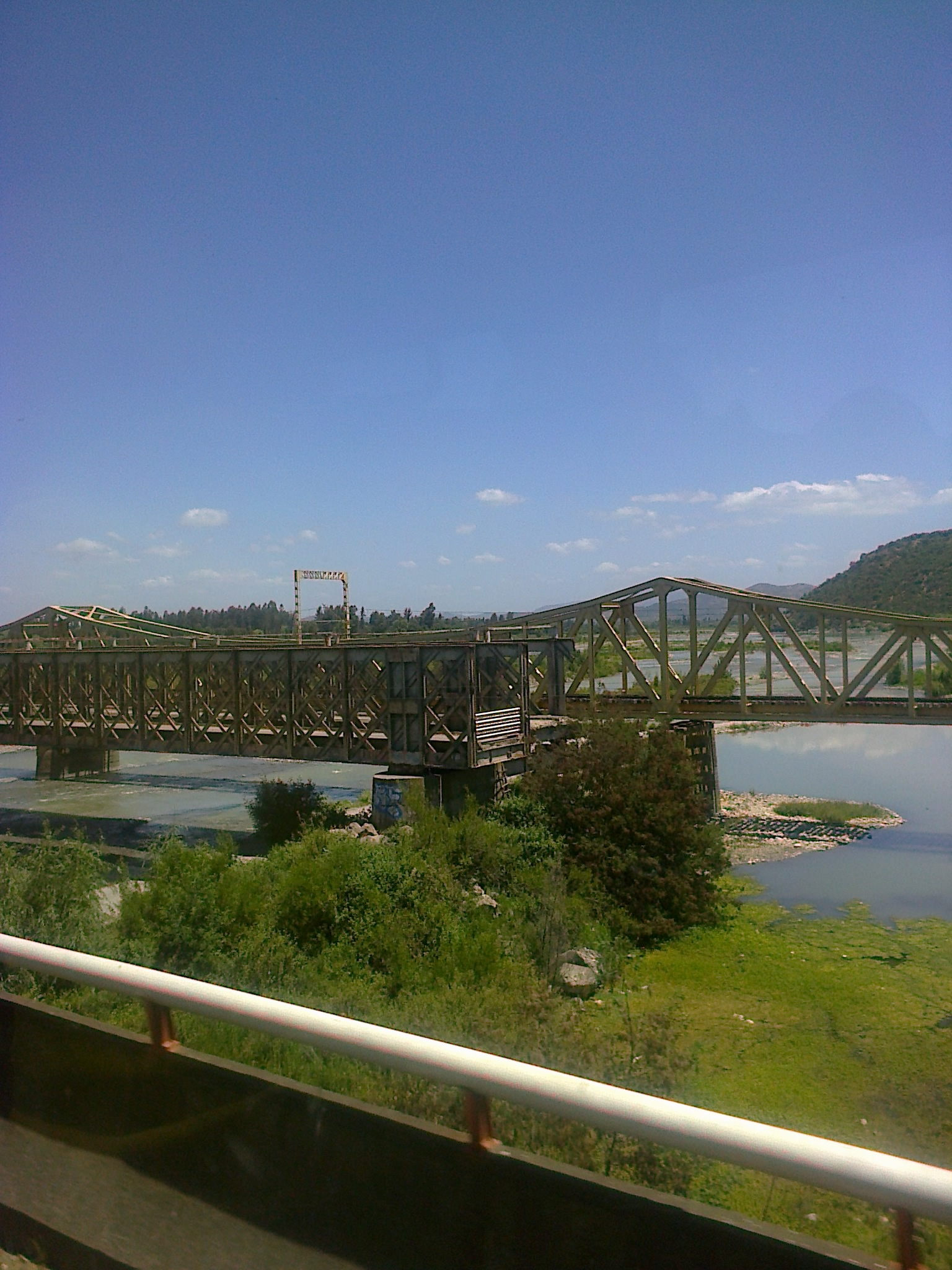
Puentes camineros antiguos, a la altura donde se produjo el colapso.

Debido a un sismo menor el 20 de febrero de 2006 colapsaron 112 metros de la superestructura de ambos puentes. Según artículos de prensa, meses antes la acción de las aguas estuvo socavando un machón cercano al estribo norte. El desnivel habría creado una torcedura de 20 cm en las vigas de su sección, justo las reconstruidas en 1909, motivando un cierre preventivo al público que utilizaba los monumentos como balneario en época estival. Dada la falta oportuna de reparaciones, un sismo ocurrido el 19 de febrero desestabilizó la estructura provocando su caída al río en la madrugada del día siguiente. Posteriormente personal de vialidad retiró los perfiles metálicos dañados, incluida una placa instalada al momento de inaugurar el puente carretero, manteniéndose en pie el resto como se muestra en la foto adjunta.
Cabe señalar que la Dirección Regional de Vialidad de la VII Región ha consultado al Consejo de Monumentos Nacionales la posibilidad de demoler los puentes, argumentando que el resto de la superestructura correrá igual suerte tarde o temprano, solicitud rechazada en diversas oportunidades.